# François Xavier Joseph Jacquin
Pour les articles homonymes, voir Jacquin.
François Xavier Joseph Jacquin, né en 1756 à Bruxelles et mort le 1er novembre 1826 à Louvain, est un peintre et dessinateur flamand connu pour ses portraits, ses natures mortes et ses paysages,.

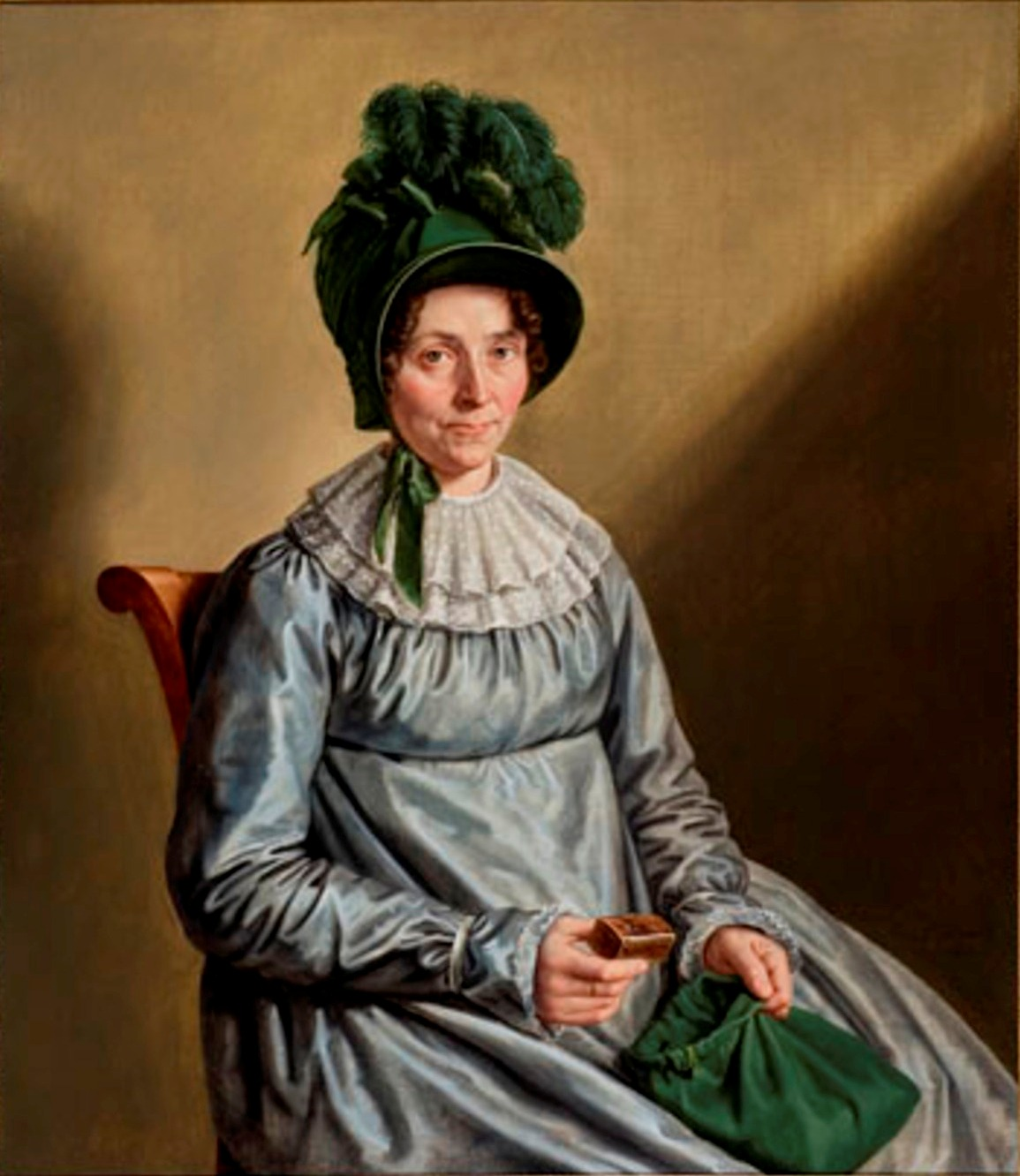
Portrait d'Hendrina Catharina Boogaerts.
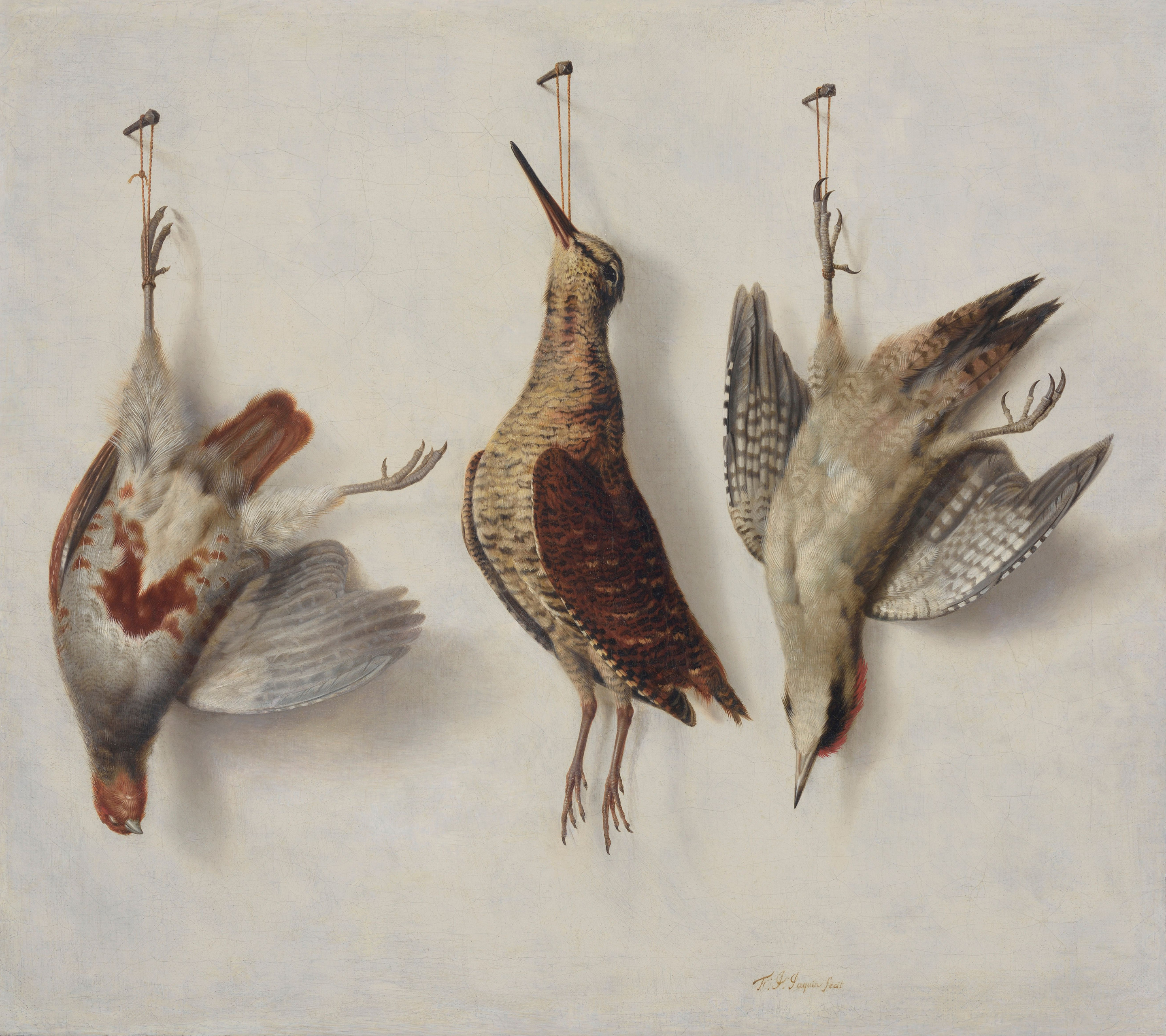
Trompe-l'œil nature morte de gibier à plumes.
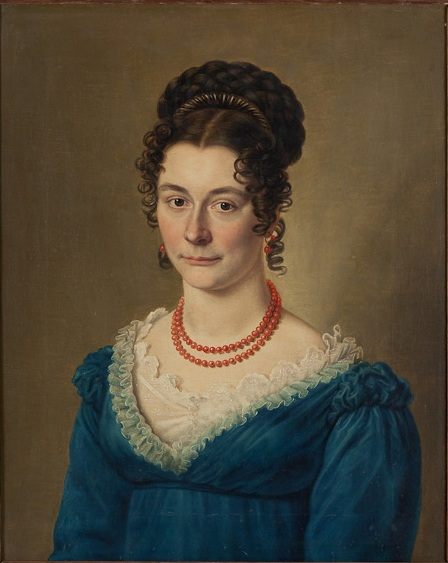
Portrait de madame de Virieu.
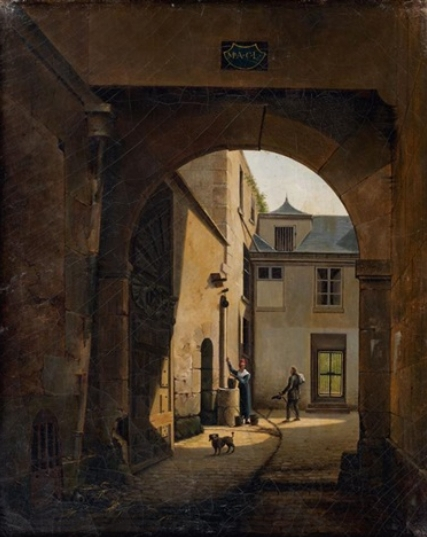
Scène de rue.